# Forever Blue (Blue System)
Forever Blue è l'undicesimo album in studio del gruppo musicale tedesco Blue System, pubblicato nel 1995.

## Tracce
1. Laila – 3:27
2. I Wanna Smile – 3:54
3. Baby Jealousy – 3:44
4. Taxi Girl – 3:57
5. All What I Need – 3:44
6. Marvin's Song – 3:41
7. Love Is Not a Tragedy – 3:32
8. Here I Go Again – 3:25
9. Une chambre pour la nuit – 3:23
10. It's Ecstasy – 3:35
11. It's More – 4:15